# 신시아 (프로듀서)
신시아(1999년 6월 25일~)는 대한민국의 음악 프로듀서다.

## 학력
- 서울공연예술고등학교 실용음악과

## 방송
- 모모랜드를 찾아서 (2016) - 최종탈락(Top10)
- 아이돌학교 (2017) - 발표순위 19위, 실제순위 미상

## 작사, 작곡
- 위키미키 - Who am I (2021)
- 강혜원 - Winter Poem (2021)
- 프로미스나인 - Cheese (2022)
- 프로미스나인 - Rewind (2022)
- 비비지 - Love Love Love (2022)
- 비비지 - Blue clue (2023)
- 앤마리,민니 - Expectations (2023)
- 에이핑크 - D N D (2023)
- 프로미스나인 - Attitude (2023)
- 프로미스나인 - Prom night (2023)